# Kirke Flinterup Sogn

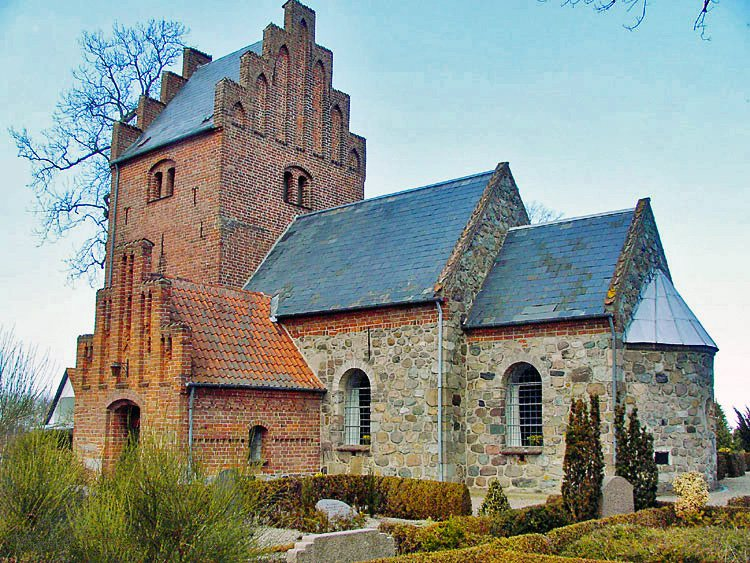
Kirke Flinterup Sogn 
ist eine Kirchspielsgemeinde (dän.: Sogn)
auf der Insel Sjælland im südlichen Dänemark.
Bis 1970 gehörte sie zur Harde Alsted Herred im damaligen Sorø Amt, danach zur Stenlille Kommune im Vestsjællands Amt, die im Zuge der  Kommunalreform zum 1. Januar 2007 in der Sorø Kommune in der Region Sjælland aufgegangen ist.
Im Kirchspiel leben 305 Einwohner (Stand: 1. Januar 2023).
Im Kirchspiel liegt die Kirche „Kirke Flinterup Kirke“.
Nachbargemeinden sind im Süden Bjernede Sogn, im Westen Munke Bjergby Sogn, im Nordwesten Stenlille Sogn und im Norden Stenmagle Sogn, ferner in der östlich benachbarten Ringsted Kommune Gyrstinge Sogn.